# Hesperidin
Hesperidin je flavanonski glikozid, ki ga najdemo v citrusih. Njegov aglikon se imenuje hesperetin. Ime hesperidina izhaja iz besede "hesperidium", sadež dreves citrusov.
Hesperidin je iz bele notranje plasti olupka citrusov (mezokarp, albedo) prvič izoliral francoski kemik Lebreton leta 1828.
Hesperidin naj bi igral vlogo pri rastlinski obrambi in je zanimiv z vidika farmakodinamike pri zdravljenju nekaterih stanj, kot so hemoroidi, limfedem in kronično vensko popuščanje.

## Naravni viri

### Rutaceae - rutičevke
- 700–2500 ppm v sadežu rastline Citrus aurantium L. - grenki pomarančevec[4]
- pomarančni sok (Citrus sinensis)
- drevo Zanthoxylum gilletii[5]
- limona[6]
- limeta
- listi grma Agathosma serratifolia

### Lamiaceae - ustnatice
Poprova meta vsebuje hesperidin.

### Vsebnost v živilih
Približna vsebnost hesperidina na 100 gramov drogeː
- 481 mg v posušeni poprovi meti
- 44 mg v čistem soku rdeče pomaranče
- 26 mg v čistem soku pomaranče
- 18 mg v čistem soku limone
- 14 mg v čistem soku limete
- 1 mg v čistem soku grenivke

## Metabolizem
Hesperidin 6-O-alfa-L-ramnozil-beta-D-glukozidaza, encim, ki uporablja hesperidin in H2O, da proizvaja hesperetin in rutinozo, se nahaja v vrstah zaprtotrosnic.

## Raziskave
Kot flavanon, ki ga najdemo v citrusih, kot so pomaranče, limone ali pomelo, se hesperidin raziskuje zaradi potencialnih bioloških učinkov. Eno področje raziskav je usmerjeno v morebitne kemopreventivne učinke hesperidina, vendar trenutno ni dokazov, da bi hesperidin imel tako vlogo v mehanizmu raka pri človeku.

## Zdravila
Med zdravili za humano medicino najdemo nekaj primerov, ki vsebujejo hesperidin kot zdravilno učinkovino oziroma rastinske flavonoide, standardizirane glede na hesperidin.
Primer takega zdravila so filmsko obložene tablete Detralex, ki poleg hesperidina vsebujejo tudi diosmin kot glavno učinkovino in se uporabljajo za zdravljenje akutnega hemoroidalnega sindroma, limfedema in simptomov kroničnega venskega popuščanja.